# Éloïse Rey
Éloïse Rey (* 2002 in Frankreich), auch bekannt als Éloïse Kafui, ist eine französische Schauspielerin.

## Leben und Karriere
Rey wurde 2002 geboren. Sie studierte an der Universität Paris-Nanterre. Ihr Debüt gab sie 2022 in der Fernsehserie Ouija, un été meurtrier. Anschließend spielte sie 2023 in der Serie L’Éclipse mit. Außerdem wurde Rey 2024 für die Serie Surface gecastet.
Neben ihrer Muttersprache Französisch spricht sie noch Englisch, Spanisch, Italienisch und Deutsch.

## Filmografie (Auswahl)
Serien
- 2022: Ouija, un été meurtrier
- 2023: L’Éclipse
- 2024: Surface